# Wardair
Wardair Canada (code AITA: WD : code OACI : WDA indicatif d'appel : Wardair) était l'une des premières compagnies aériennes à bas prix canadiennes.

## Histoire
- 1953 : création de la compagnie par l'aviateur albertain Max Ward sous le nom de Wardair Ltd.
- 1976 : la compagnie change de nom et devient officiellement Wardair Canada après avoir porté ce nom de manière non officielle depuis 1962.
- 1989 : le 31 mars Wardair est vendue à la compagnie canadienne Canadian Airlines.

## Destinations
Wardair assurait des vols intérieurs au Québec, dans le Manitoba, en Ontario, en Colombie-Britannique et en Alberta.

Elle offrait aussi des vols internationaux vers l'Europe, les États-Unis, les Antilles, et l'Amérique du Sud.

## Flotte

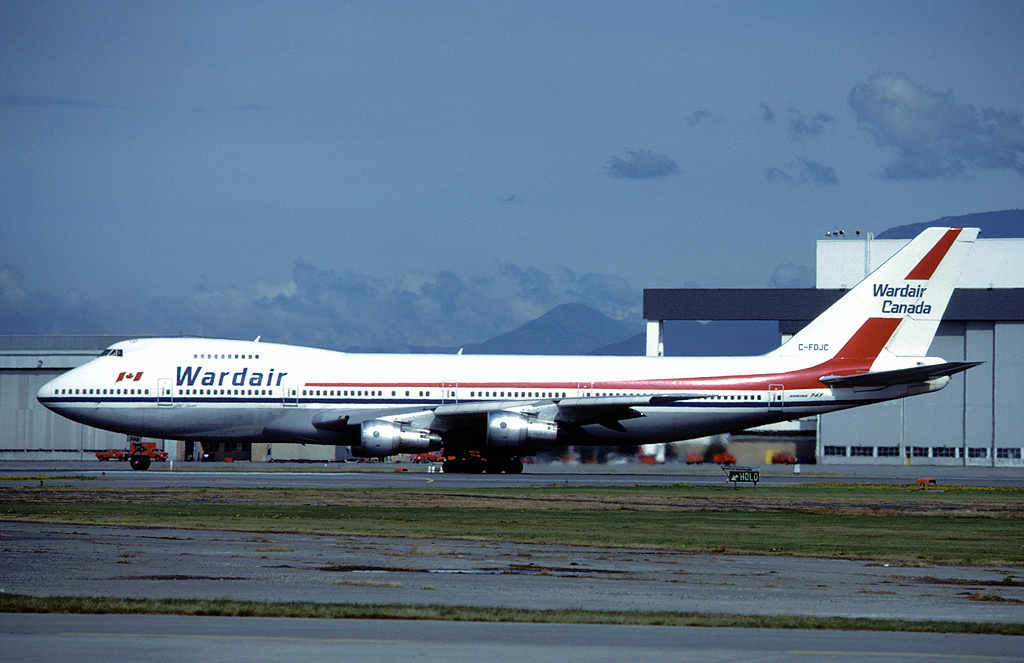
Boeing 747 de Wardair à l'aéroport international de Vancouver en 1983

- Airbus A300 B4-203 - en 1986
- Airbus A310-304 - en 1987
- Bristol 170 Freighter - en 1958
- Boeing 707 - en 1968
- Boeing 727 - en 1966
- Boeing 747 - en 1973
- DHC-3 - en 1953
- DHC-2 - en 1954
- Douglas DC-6 - en 1962
- Douglas DC-10 - en 1978